# Петро Бампер
Петро Бампер (також відомі під назвою BAMPER TV) — вигаданий гумористичний персонаж українського актора Олексія Супруна. Вперше з'явився у 2009 році в скетч-шоу «Українці афігенні» на телеканалі «ICTV».

## Історія
Петро Бампер вперше з'явився у 2009 році в шоу «Українці афігенні». Будучи родом із села, він працює звичайним трактористом у місцевому колгоспі. Згодом він розпочинає політичну кар'єру, висунувши свою кандидатуру на пост Президента України від партії «40 лєт без урожая». Основним його конкурентом на виборах був Єгор Лупан, який, незважаючи на доволі погану репутацію, використовуючи адмінресурс, стає лідером перегонів. І як виявилося, сам Бампер, був просто його технічним кандидатом. У результаті виборчих перегонів Петро Бампер таки не став президентом, однак залишився доволі відомим політиком, який в подальшому брав участь в суспільно-політичному житті України. Після шоу «Українці афігенні» Бампер періодично з'являвся у різних шоу і телепрограмах, робив свої політично-суспільні огляди щодо політичної та соціальної обстановки в Україні. Його постійним партнером є політтехнолог Сергій Сусельдорф, якого грає актор Сергій Щербаков.
У 2016 році Петро Бампер розпочав відеоблогерську кар'єру на Ютубі. На своєму каналі «BAMPER TV» «народний політик» зі своїм політтехнологом Сусельдорфом викладають політично-суспільні відеоогляди, де Петро Бампер у традиційному для нього стилі виражає свою думку щодо того, що відбувається в Україні та світі. При цьому, як зрозуміло з його відеовиступів, колишній тракторист проживає у Києві.
На початку 2019 року, з початком активної передвиборчої гонки у рамках президентських виборів, Бампер та Сус за переконанням вчительки української мови першого Діни Василівни розпочинають свою передвиборчу кампанію. Перед Старим Новим Роком Петро Бампер звернувся до виборців з новорічним привітанням, де виклав своє бачення політичного, економічного та соціального життя України та українців. Ходом своєї президентської кампанії кандидат у президенти поділився у програмі «В гостях у Міті Бідона». Наприкінці січня 2019 року відбувся другий в історії з'їзд партії «Сорок лєт без урожая», на який з'їхалося 11 членів, не враховуючи Бампера і Сусельдорфа. На з'їзді було висунуто кандидатуру Петра Бампера як єдиного кандидата у президенти України від партії.
З 24 лютого 2022 року під час російсько-української війни коллектив BAMPER TV долучився до волонтерської діяльності зі зборів коштів для ЗСУ. Висміювання недолугого війська росіян, чмобіків, та їх відношення до "спеціальної військової операції" - є ключовими номерами в данний період діяльності гурту.

## Характеристика
Петро розмовляє суржиком з центральноукраїнським акцентом, з багатим запасом ненормативної лексики, яку він надзвичайно часто вживає у своєму мовленні. У шоу «Українці афігенні» це не особливо проявлялося, зважаючи на його телеформат. Петро був доволі безвідповідальним трактористом та нехлюєм, схильним до регулярного вживання алкогольних напоїв. В подальшому його схильність до алкоголю стає не особливо вираженою.
З початком політичної кар'єри Бампер проявляє свою зацікавленість суспільно-політичним життям України. Прихильність від здобув завдяки своїй позиції, яка близька багатьом українцям і багато в чому вона навіть співзвучна із поглядами більшості українського соціуму. Він критикує чинну владу та негативні явища в суспільстві, при цьому сам доволі часто суперечить своїм же поглядам. На нього значний вплив має його політтехнолог Сергій Сусельдорф, якого, у свою чергу, він також досить часто критикує та конфліктує з ним.
Бампер досить часто проявляє свою загальну необізнаність та неосвіченість, через що і конфліктує із Сусельдорфом, який його постійно виправляє та підказує. Однак, нерідко він у своєму стилі виголошує свої доволі пристойні експертні думки, на вираження яких не впливає навіть його політтехнолог. Петро — надзвичайно емоційна людина з низьким рівнем терпимості до того, що він вважає абсурдним та неправильним. Саме через це його виступи дуже часто виходять з-під контролю. Він веде розгульний спосіб життя та постійно в пошуках своєї справи та самореалізації. Загалом Петро Бампер позитивний персонаж із запальним характером.